# Апшеронский маяк
Апшеронский маяк (азерб. Abşeron mayakı) — располагается на Апшеронском полуострове, на горе Апшерон. Построен в 1860 году, самый большой из маяков полуострова.

## История
14 сентября 1857 года близ Шувелянского мыса потерпел крушение крупный пароход «Куба», занимавшийся астрономическими и гидрографическими исследованиями. Погибли 22 члена экипажа, 57 человек были спасены. После этой трагедии в целях обеспечения безопасности судов было начато строительство маяков на Апшероне.
В 1859 году, на вершине острова Пир-Аллахи, был возведён Апшеронский маяк, который является самым большим из маяков полуострова. Стоит на высоком скальном выступе, высота каменной башни 25-метров, оригинальной конструкции с арочным входом в виде резного портала и окнами в виде якорей. На верхнюю часть каменной башни ведут 102 ступеньки винтовой лестницы. 23 октября 1860 года маяк начал действовать. Имеет дальность видимости огня 38 км, он дает возможность в ночное время судоходства в Апшеронском проливе на корабельном фарватере между материком и островом Пир-Аллахи. В 1874 году Бакинское общество «по спасению погибающих на море» выстроило на входе в Апшеронский пролив с севера, на мысе Шоулан спасательную станцию. Маяк поначалу освещался керосиновой лампой. Позже, в 1912 году освещение маяка было обновлено керосиново-калильной установкой, а с 1956 года электричеством. В данное время свет маяка обеспечивает 500 Вт электрическая лампа и система особенных линз. Рядом с маяком расположены три средневековые башни.